# Hrabstwo Frederick (Wirginia)

Piramida wieku hrabstwa

Hrabstwo Frederick – hrabstwo w USA, w stanie Wirginia, według spisu z 2020 roku liczba ludności wynosiła 91,4 tys. mieszkańców. Siedzibą hrabstwa jest Winchester.

## Geografia
Według spisu hrabstwo zajmuje powierzchnię 1076 km², z czego 5,2 km² stanowią – wody.

### Miasta
- Middletown
- Stephens City

### CDP
- Lake Holiday
- Shawneeland

### Sąsiednie hrabstwa
- Hrabstwo Clarke, Wirginia – wschód
- Hrabstwo Warren, Wirginia – południe
- Hrabstwo Shenandoah, Wirginia – południowy zachód
- Hrabstwo Hardy, Wirginia Zachodnia – południowy zachód
- Hrabstwo Hampshire, Wirginia Zachodnia – zachód
- Hrabstwo Morgan, Wirginia Zachodnia – północ
- Hrabstwo Berkeley, Wirginia Zachodnia – północny wschód
- Winchester w Wirginii – otoczone hrabstwem Frederick.

## Demografia
W latach 2010–2020 populacja hrabstwa wzrosła o 16,7% do 91,4 tys. mieszkańców. Struktura rasowa wyglądała następująco:
- biali nielatynoscy – 82,8%
- Latynosi – 9%
- rasy mieszanej – 4%
- czarni lub Afroamerykanie – 3,8%
- Azjaci – 1,5%
- rdzenna ludność Ameryki – 0,17%
- z wysp Pacyfiku – 0,05%.

Do największych grup należały osoby pochodzenia niemieckiego (18%), „amerykańskiego” (15,8%), irlandzkiego (13,2%), angielskiego (11,4%), włoskiego (4,6%), szkockiego lub szkocko–irlandzkiego (3,7%), meksykańskiego (3,4%) i polskiego (2,7%).

## Religia

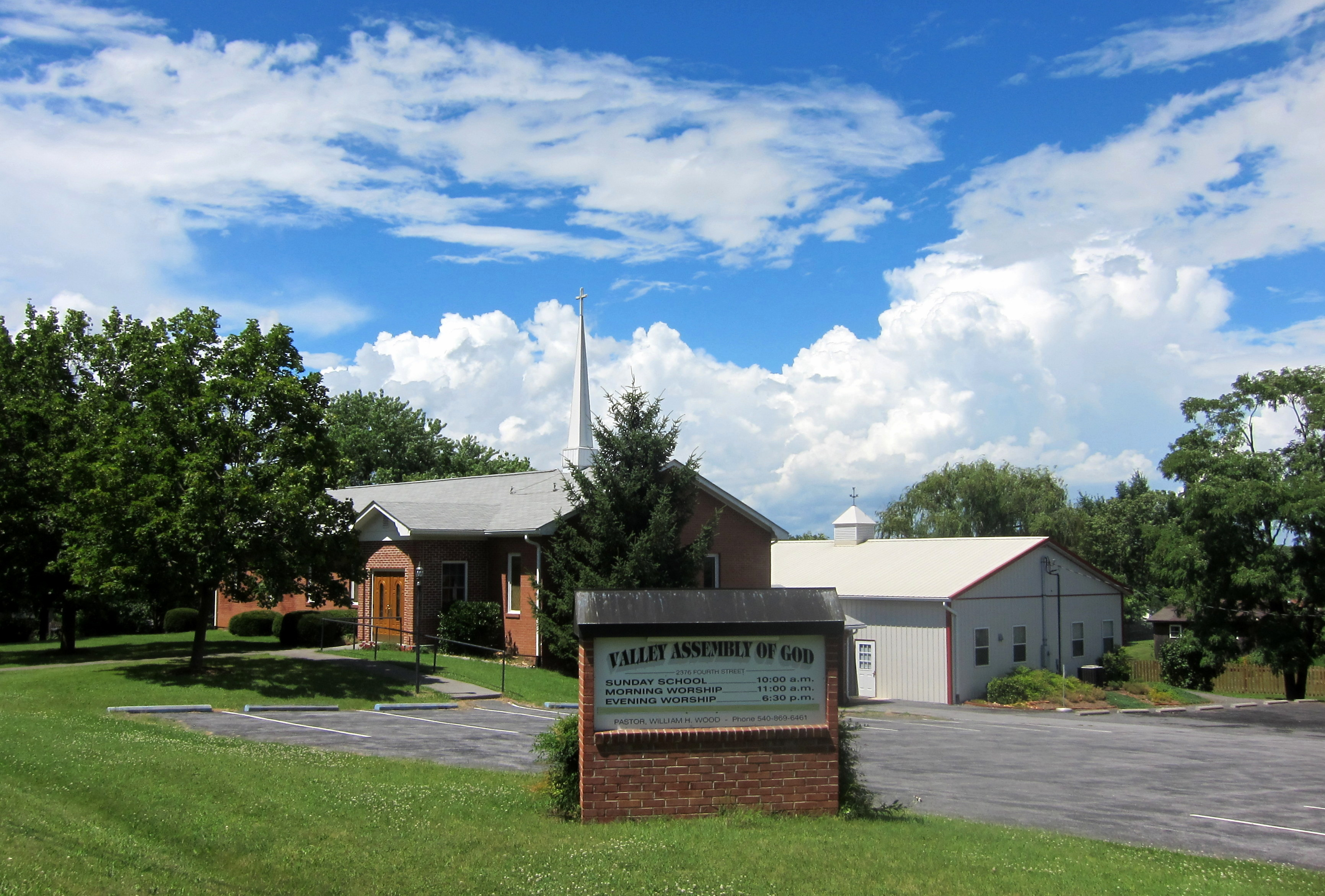
Kościół zielonoświątkowy w Middletown

Do największych grup religijnych w 2020 roku należały:
- Kościoły zielonoświątkowe – ponad 8 tys. członków w 9 zborach
- Zjednoczony Kościół Metodystyczny – 6786 członków w 25 kościołach
- lokalne bezdenominacyjne zbory ewangelikalne – 5866 członków w 11 zborach
- Kościoły Chrystusowe – 2101 członków w 4 zborach
- Kościoły baptystyczne – 2007 członków w 11 zborach
- świadkowie Jehowy – 1080 członków w 4 zborach.

## Polityka
Mniej więcej od połowy XX wieku hrabstwo stało się silnie republikańskie, a w wyborach prezydenckich w 2020 roku, 62,7% głosów otrzymał Donald Trump i 35,3% przypadło dla Joe Bidena. 